# Hochschularchiv der RWTH Aachen
Das Hochschularchiv der RWTH Aachen ist das öffentliche Archiv der Rheinisch-Westfälischen Hochschule in Aachen. Es ist für die Unterlagen (Schriftgut, Fotos, Daten usw.) der 1870 eröffneten Technischen Hochschule zuständig.
Von 2005 bis 2024 wurde das Hochschularchiv von Christine Roll, Inhaberin des Lehrstuhls für die Geschichte der Frühen Neuzeit an der RWTH, geleitet, Geschäftsführer war Klaus Graf. Seit dem 1. Januar 2025 ist Hendrik Friggemann Nachfolger von Roll. 
Das Hochschularchiv wurde aufgrund eines Senatsbeschlusses von 1967 auf Initiative des Direktors des Historischen Institutes Hans Martin Klinkenberg als zentrale Einrichtung der Hochschule errichtet und 1981 diesem Institut angegliedert. Es ist im ehemaligen Gebäude der Bezirksregierung Aachen am Theaterplatz 14 untergebracht.
Die Bestände im Umfang von etwa 500 laufenden Metern bestehen im Kern aus der Überlieferung des Rektorats und der Hochschulverwaltung seit 1870. Unterlagen der Institute und Lehrstühle wurden bislang nur in geringem Umfang dokumentiert. Abgesehen von einer Fotosammlung ist auch die noch kleine Abteilung der Gelehrtennachlässe zu nennen.
Die Benutzung der Unterlagen richtet sich nach dem Archivgesetz Nordrhein-Westfalen.
Das Hochschularchiv legt besonderen Wert auf Öffentlichkeitsarbeit und Nutzung der neuen Medien. Als erstes deutschsprachiges Archiv nutzte es ein Weblog für seine Neuigkeiten.

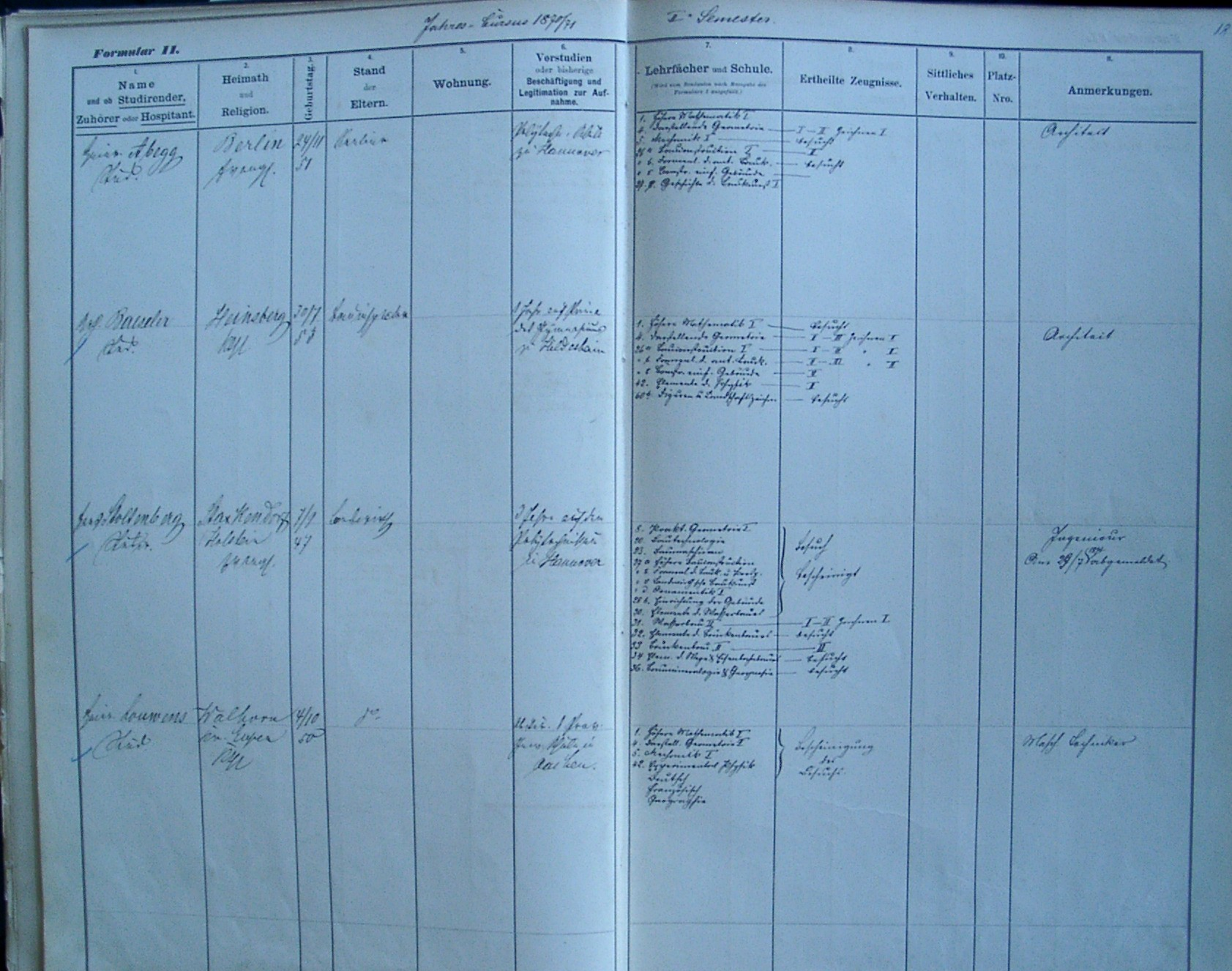
Doppelseite aus dem Matrikelbuch von 1870/71
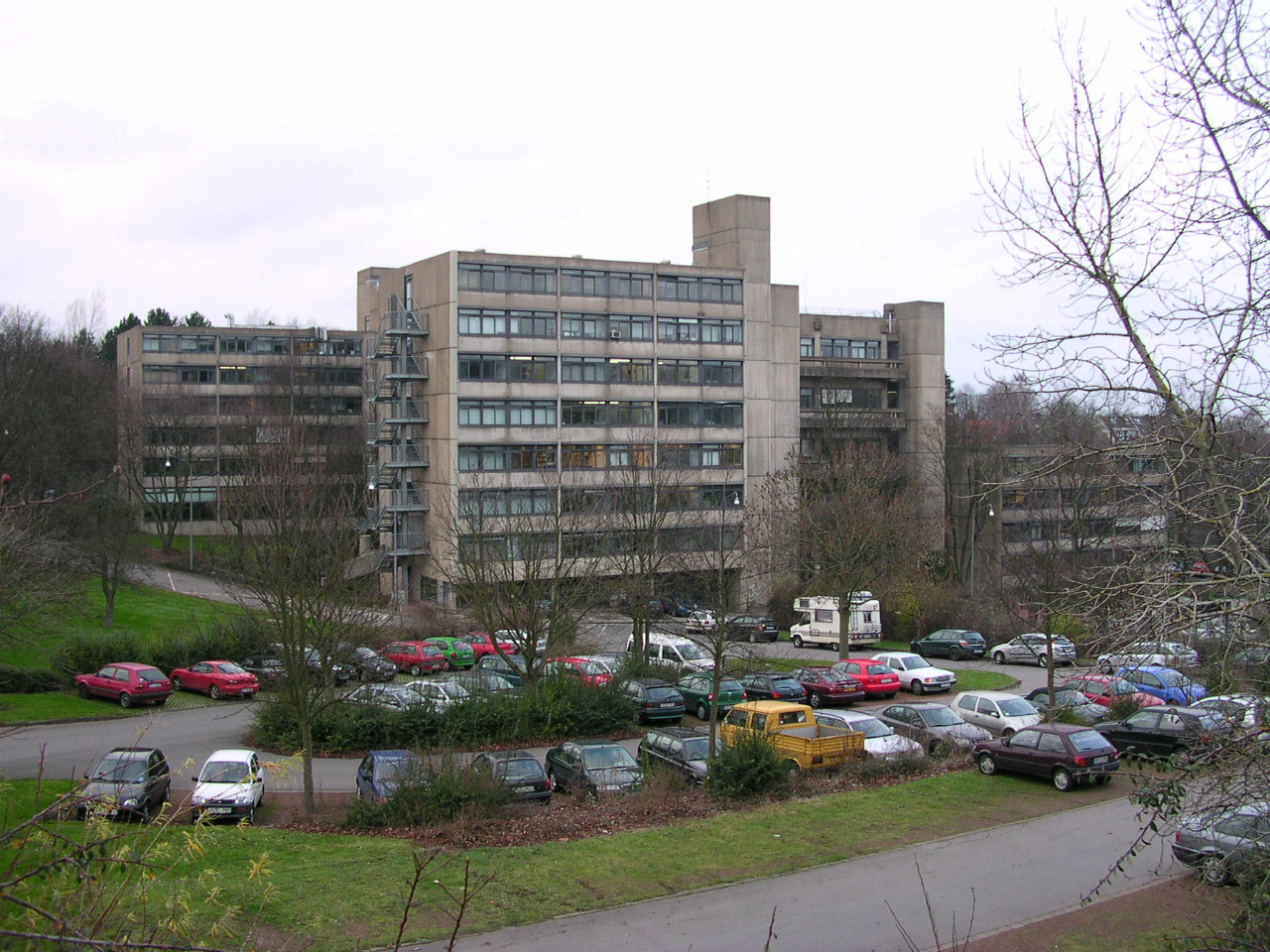
Verfügungszentrum, in dem das Archiv bis Mai 2008 untergebracht war